# Pouteria stellibacca
Pouteria stellibacca är en tvåhjärtbladig växtart som beskrevs av J.F. Maxwell. Pouteria stellibacca ingår i släktet Pouteria och familjen Sapotaceae.
Artens utbredningsområde är Thailand. Inga underarter finns listade i Catalogue of Life.